# Newton Stewart
Newton Stewart (gael. Baile Ùr nan Stiùbhartach) – miasto w południowo-zachodniej Szkocji, w hrabstwie Dumfries and Galloway (historycznie w Wigtownshire), położone nad rzeką Cree. W 2011 roku liczyło 4092 mieszkańców.
Miasto rozplanowane zostało w 1677 roku jako posiadłość klanu Stewartów. Ulokowane zostało nad brodem na rzece Cree. W 1745 roku otwarto tu przeprawę mostowa, a kilkanaście lat później miasto znalazło się na szlaku drogi wojskowej prowadzącej od miasta Dumfries i granicy angielskiej na wschodzie do portu w Portpatrick na zachodzie. W 1792 roku miasto stało się własnością Williama Douglasa (założyciela pobliskiego miasta Castle Douglas). Jego nazwa została wówczas zmieniona na Newton Douglas – poprzednią nazwę przywrócono jednak po jego śmierci.